# Alpské lyžování na Zimních olympijských hrách 2022 – superobří slalom muži
Superobří slalom mužů na Zimních olympijských hrách 2022 se konal 8. února 2022 jako druhý mužský závod v alpském lyžování pekingské olympiády na sjezdovce Rock Národního centra alpského lyžování v obvodu Jen-čching. Zahájení proběhlo v 11.00 hodin místního času. Do závodu nastoupilo 47 lyžařů z 21 výprav.
Obhájce olympijského zlata Rakušan Matthias Mayer, stříbrný medailista z roku 2018 Švýcar Beat Feuz i bronzový Nor Kjetil Jansrud se do Super-G kvalifikovali. V předchozí části probíhající sezóny Světového poháru 2021/2022 se konalo pět superobřích slalomů. Vedení v průběžné klasifikaci držel Nor Aleksander Aamodt Kilde před Marcem Odermattem a Mayerem. Úřadujícím mistrem světa z roku 2021 byl Rakušan Vincent Kriechmayr, který skončil pátý.

## Medailisté
Olympijským vítězem se opět stal 31letý Rakušan Matthias Mayer, který obhájil vítězství ze ZOH 2018 v Pchjongčchangu. Dojel si tak pro třetí olympijské zlato a celkově čtvrtou medaili na této vrcholné akci, jíž navázal na třetí místo z úvodního pekingského sjezdu. Po Kjetilu Andrém Aamodtovi se stal druhým mužem, který vyhrál dva ročníky této olympijské disciplíny za sebou. Do závodu přitom mohl vyjet předčasně, když se dopustil ve startovní bráně chyby při zapíchnutí hůlky a musel se vracet. Trať pak projel s maximálním rizikem.
Stříbrný kov si odvezl 29letý americký univerzál Ryan Cochran-Siegle, s historicky nejmenší ztrátou čtyř setin sekundy na vítěze v této olympijské disciplíně. Navázal tak na matku Barbaru Cochranovou, která se stala olympijskou vítězkou ve slalomu na Zimní olympiádě 1972 v Sapporu. Na bronzové příčce skončil jeden z hlavních favoritů, 29letý Nor Aleksander Aamodt Kilde, jenž na posledním mezičase před Mayerem stále vedl o 23 setin. V cílové bráně však jeho ztráta činila už 42 setin sekundy. Cochran-Siegle s Kildem vybojovali první cenné kovy z vrcholné světové akce.

## Výsledky
| P                                        | SČ  | závodník                 | stát                   | čas             | ztráta          |
| ---------------------------------------- | --- | ------------------------ | ---------------------- | --------------- | --------------- |
| Zlatá olympijská medaile                 | 13  | Matthias Mayer           | Rakousko               | 1:19,94         | —               |
| Stříbrná olympijská medaile              | 14  | Ryan Cochran-Siegle      | Spojené státy americké | 1:19,98         | +0,04           |
| Bronzová olympijská medaile              | 7   | Aleksander Aamodt Kilde  | Norsko                 | 1:20,36         | +0,42           |
| 4.                                       | 10  | Adrian Smiseth Sejersted | Norsko                 | 1:20,68         | +0,74           |
| 5.                                       | 11  | Vincent Kriechmayr       | Rakousko               | 1:20,70         | +0,76           |
| 6.                                       | 16  | James Crawford           | Kanada                 | 1:20,79         | +0,85           |
| 7.                                       | 8   | Romed Baumann            | Německo                | 1:21,10         | +1,16           |
| 8.                                       | 17  | Andreas Sander           | Německo                | 1:21,21         | +1,27           |
| 9.                                       | 28  | Blaise Giezendanner      | Francie                | 1:21,26         | +1,32           |
| 10.                                      | 25  | Trevor Philp             | Kanada                 | 1:21:34         | +1,40           |
| 11.                                      | 3   | Alexis Pinturault        | Francie                | 1:21,36         | +1,42           |
| 12.                                      | 5   | Travis Ganong            | Spojené státy americké | 1:21,37         | +1,43           |
| 13.                                      | 21  | Simon Jocher             | Německo                | 1:21,52         | +1,58           |
| 14.                                      | 1   | Stefan Rogentin          | Švýcarsko              | 1:21,57         | +1,63           |
| 15.                                      | 33  | River Radamus            | Spojené státy americké | 1:21,63         | +1,69           |
| 16.                                      | 4   | Gino Caviezel            | Švýcarsko              | 1:21,76         | +1,82           |
| 17.                                      | 22  | Bryce Bennett            | Spojené státy americké | 1:21,80         | +1,86           |
| 18                                       | 23. | Matteo Marsaglia         | Itálie                 | 1:22,16         | +2,22           |
| 18                                       | 12  | Josef Ferstl             | Německo                | 1:22,16         | +2,22           |
| 20.                                      | 32  | Boštjan Kline            | Slovinsko              | 1:22,55         | +2,61           |
| 21.                                      | 6   | Dominik Paris            | Itálie                 | 1:22,62         | +2,68           |
| 22.                                      | 40  | Joan Verdú Sánchez       | Andorra                | 1:22,92         | +2,98           |
| 23.                                      | 24  | Kjetil Jansrud           | Norsko                 | 1:23,00         | +3,06           |
| 24.                                      | 38  | Nejc Naraločnik          | Slovinsko              | 1:23,08         | +3,14           |
| 25.                                      | 36  | Jan Zabystřan            | Česko                  | 1:23,09         | +3,15           |
| 26.                                      | 27  | Nils Allègre             | Francie                | 1:23,24         | +3,30           |
| 27.                                      | 34  | Henrik Von Appen         | Chile                  | 1:23,55         | +3,61           |
| 28.                                      | 37  | Marco Pfiffner           | Lichtenštejnsko        | 1:23,66         | +3,72           |
| 29.                                      | 31  | Rasmus Windingstad       | Norsko                 | 1:24,15         | +4,21           |
| 30.                                      | 43  | Barnabás Szőllős         | Izrael                 | 1:24,28         | +4,34           |
| 31.                                      | 41  | Arnaud Alessandria       | Monako                 | 1:24,68         | +4,74           |
| 32.                                      | 45  | Ivan Kovbasňuk           | Ukrajina               | 1:25,56         | +5,62           |
| 33.                                      | 46  | Čang Jang-ming           | Čína                   | 1:29,39         | +9,45           |
| 34.                                      | 35  | Marko Vukićević          | Srbsko                 | 1:29,45         | +9,51           |
| —                                        | 2   | Matthieu Bailet          | Francie                | nedojel do cíle | nedojel do cíle |
| —                                        | 9   | Marco Odermatt           | Švýcarsko              | nedojel do cíle | nedojel do cíle |
| —                                        | 15  | Beat Feuz                | Švýcarsko              | nedojel do cíle | nedojel do cíle |
| —                                        | 18  | Christof Innerhofer      | Itálie                 | nedojel do cíle | nedojel do cíle |
| —                                        | 19  | Raphael Haaser           | Rakousko               | nedojel do cíle | nedojel do cíle |
| —                                        | 20  | Max Franz                | Rakousko               | nedojel do cíle | nedojel do cíle |
| —                                        | 26  | Broderick Thompson       | Kanada                 | nedojel do cíle | nedojel do cíle |
| —                                        | 29  | Brodie Seger             | Kanada                 | nedojel do cíle | nedojel do cíle |
| —                                        | 30  | Miha Hrobat              | Slovinsko              | nedojel do cíle | nedojel do cíle |
| —                                        | 39  | Jack Gower               | Irsko                  | nedojel do cíle | nedojel do cíle |
| —                                        | 42  | Adur Etxezarreta         | Španělsko              | nedojel do cíle | nedojel do cíle |
| —                                        | 44  | Simon Breitfuss          | Bolívie                | nedojel do cíle | nedojel do cíle |
| —                                        | 47  | Sü Ming-fu               | Čína                   | nedojel do cíle | nedojel do cíle |
| P – pořadí, SČ – startovní číslo         |     |                          |                        |                 |                 |
| Závod odstartoval v 11.00 hodin (UTC+8). |     |                          |                        |                 |                 |